# III. Károly nyugati frank király
III. (Együgyű) Károly (879. szeptember 17. – Péronne, 929. október 7.) II. (Hebegő) Lajos utószülött fia, a Nyugati Frank Királyság (a későbbi Franciaország) királya volt a Karoling-házból (uralkodott 898. január 1-jétől 922. június 30-áig). Mellékneve (latinul simplex, franciául simple) eredetileg nem valamiféle ostobaságra utalt, hanem „egyenes”, „őszinte” jelentésben használták.
893-tól lépett fel Párizsi Odó ellenkirályaként, aki néhány év polgárháború után örökösévé nevezte ki. Károly egyeduralmához kötődik Normandia grófságának 911-es megalapítása és Lotaringia ideiglenes elhódítása a Keleti Frank Királyságtól. Uralma alatt jelentősen megerősödött a nagybirtokos előkelőségek rétege, különösen a Capetingek őse, Róbert, az újonnan létrehozott Neustriai Őrgrófság ura. Az uraságok Róbert vezetésével 922-ben fellázadtak a befolyásuk ellen tenni akaró, lotaringiai kegyencére támaszkodó Károly ellen, aki hiába próbálta meg felvenni ellenük a harcot: 923-ban bebörtönöztek, és fogságban halt meg néhány év múlva.

## Útja a trónig
Hebegő Lajos apja, II. (Kopasz) Károly akarata ellenére nősült először, és végül Károly akaratának engedve mintegy tizenhárom évnyi házasság után eltaszította asszonyát, hogy feleségül vegye Adelhaidot, Adalhard friuli palotagróf leányát. Az egyház nem ismerte el törvényesnek az eltaszítást és a második frigyet sem, így két gyermeküket, Ermentrudot és az apjuk korai halála után született Együgyű Károlyt sem tekintették legitimnek.
Lajost 879-es halála után két törvényes fia, III. Lajos és Karlmann követte a trónon, azonban mindketten váratlan gyorsasággal haltak meg (Lajos 882-ben, Karlmann pedig 884-ben). Mivel Együgyű Károly kiskorú volt és származását sem ismerték el egyetemlegesen törvényesnek, a főurak Karoling-ház másik ágából származó rokonát, Kövér Károly keleti frank királyt hívták meg a trónra. Károly azonban alkalmatlannak bizonyult az uralkodásra, ezért 887-ben német földön, 888-ban pedig a francia vidéken tették le: utódjául a királyi házzal rokonságban nem álló, de a normannok betöréseinek kivédésében elévülhetetlen érdemeket szerzett Odó párizsi grófot tették meg királlyá.
Odó uralma alatt a kiskorú Károlynak Poitou grófja, II. Ramnulf adott menedéket. Ahogy idősebbé vált az ifjú herceg, úgy sorakoztak fel mellé Odó politikai ellenfelei, és 893. január 28-án Fulco reimsi érsek megkoronázta Reimsben. Odo és Károly között polgárháború tört ki, amit a különböző nagybirtokosok és főurak saját hatalmuk és vagyonuk növelésére használtak ki, ráadásul 896-tól ismét normannok kezdték dúlni a királyságot. Odó végül halála közeledtét érezve 897-ben békét kötött ellenkirályával, akit örökösévé nevezett ki. 898. január 1-jén így Együgyű Károly lett a Nyugati Frank Királyság egyetlen uralkodója.

## Uralkodása
Együgyű Károly egyeduralmáról meglehetősen kevés forrás áll a rendelkezésünkre, különösen 919-ig, így nehéz egyértelmű képet alkotni róla. Károly király belátta, hogy Odo öccsét, Róbertet valahogy meg kell békítenie, hogy ne jelenthessen veszélyt az uralkodására. Ezért trónra lépve kinevezte Anjou, Blois, Párizs és Tours grófjává, illetve az újonnan létrehozott Neustriai Őrgrófság uraként a Szajna és a Loire közötti terület összes többi grófjának hűbérurává léptette elő. Ezzel rendkívül nagy hatalmi gócpont alakult ki, és a Szajnától délre eső terület gyakorlatilag kicsúszott a királyi irányítás alól.
Károly királyságának első időszaka a normann portyázók elleni harccal telt, amelyben Róbert őrgróf és Igazságos Richárd, Burgundia hercege vállalt főszerepet. A poitoui gróffal szövetkezve ők mértek döntő vereséget Chartres mellett a Szajna torkolatvidékén és a Loire mentén 896 óta letelepedő normannok vezérére, Rollóra. Erre építve a király 911-ben megkötötte a Saint-Clair-sur-Epte-i szerződést, amelyben Rollót elismerte a szajnai torkolatvidék grófjának, ő pedig cserében a további támadások kivédésére tett ígéretet. A szerződést megpecsételve Károly egyik lánya a grófhoz ment feleségül. Az így létrejövő Normandia déli része Róbert őrgróf befolyási területére esett, így Rollo annak hűbéresévé lett, viszont a tartomány a Szajnától északra, az addig elvileg király ellenőrizte területekre is kiterjedt.
911-ben meghalt IV. (Gyermek) Lajos, a Keleti Frank Királyság utolsó Karoling uralkodója, mire a német területek hatalmasságai Konrád frankföldi herceget, a lotaringiai főurak – köztük I. Reginár hainaut-i és Wigerich bidgaui gróf – viszont Együgyű Károlyt választották urukká 911. november 1-jén. A területről lemondani nem akaró Konrád ellenében három hadjárattal sikerült csak biztosítani Károly uralmát Elzász és Lotaringia felett; utóbbi így keleten némileg kompenzálta a Róbert és más urak javára történt terület- és vagyoncsökkenését. Amint lehetőség adódott, még ambiciózusabb vállalkozásba kezdett: Konrád 918-as halála után királyságát is megpróbálta megszerezni, de az utódául választott Madarász Henrik szász herceg megakadályozta törekvéseit, és végül a 921-es bonni szerződésben kölcsönösen elismerték egymás királyságát.
A német királyságban történt hatalmi változások velejárói voltak a nemrég Kárpát-medence területén letelepült magyarok ún. kalandozó hadjáratai, amelyek néha Károly országába is elértek. Először 911-ben keltek át a Rajnán, majd 913-ban ismét Burgundiát pusztították. 917-ben Elzász és Lotaringia szenvedett tőlük, 919-ben és 920-921 során pedig mindenekelőtt Lotaringiát fosztogatták, mindvégig anélkül, hogy komolyabb ellenállásba ütköztek volna.

## Bukása
Lotaringia meghódításával Károly a birtokok mellett egy kegyencre is szert tett bizonyos Hagano, egy feltehetően kisnemesi származású férfi személyében. Hagano támogatta Károlynak a főurak túlzott hatalmának letörésére irányuló törekvéseit, amivel kivívta azok gyűlöletét és haragját. A nagybirtokosok követelték a felkapaszkodott tanácsos menesztését, ám Károly szervezkedésük ellenére kitartott mellette. A helyzet odáig fajult, hogy lotaringiai befolyást ellenző nagybirtokosok 919-ben megtagadták a magyar kalandozók elleni segítségnyújtást a királynak, és a király beleegyezése nélkül kezdtek politizálni. A végső löketet az jelentette, amikor a király elvette Kopasz Károly leányától, Rothildtól a gazdag chelles-i apátságot, hogy Haganónak juttassa.
Mivel Rothild lánya Róbert őrgróf fiához, Nagy Hugóhoz ment feleségül, az ügy mélységesen felháborította Neustria urát, aki fellázadt: 922. június 30-án a nagyurak kimondták Károly trónfosztását, és királyukká választották a neustriai Róbertet. Károly a hozzá hű Lotaringiában keresett menedéket, ahonnan a következő évben ellencsapást indított: 923. június 15-én a soissons-i csatában Róbert ugyan elesett, ám fia, Hugó így is győzelemre vitte hadait. A főnemesek egy újabb gyűlésükön, 923. július 13-án a burgundi herceget, Raoult választották királlyá.
Együgyű Károly a neki támogatást ígérő II. Heribertnél, Vermandois, Meaux és Soissons grófjánál keresett menedéket, aki azonban csalárd módon lefogatta július 17-én, és előbb Château-Thierry, majd 924-től a Raoultól frissen megkapott Péronne várába záratta. Károly hat börtönév után itt halt meg 929. október 7-én, és a péronne-i Saint-Fursy monostorban temették el.

## Házassága, utódai
Együgyű Károly ismereteink szerint kétszer nősült. Első választottja az ismeretlen sorból jövő, feltehetően lotaringiai származású, gazdag és befolyásos Frederuna, Bovo châlons-i püspök testvére volt, akit 907 áprilisában vett feleségül. Frederuna 917. február 10-én halt meg, közel tízéves házasságuk alatt hat leányt szült a királynak:
- Ermentrud, feltehetően Gottfried jülichgaui gróf felesége;
- Frederuna;
- Adelais, feltehetően Raoul guoyi gróf felesége;
- Gizella, Rollo normandiai herceg felesége 912-től;
- Rotrud;
- Hildegard.

Frederuna halálát követően Károly I. (Idősebb) Edward, az egész Angliát egyesítő wessexi király és második felesége, Ælfleda lányát, Edgifut vette feleségül 918/919 során. Második asszonya egyetlen gyermeket szült neki 920-ban vagy 921-ben Lajos személyében, akivel együtt szülőföldjére menekült Károly elfogatásakor. Raoul király halála után a Tengerentúliként ismert Lajost visszahívták, és 936-ban elfoglalta atyja trónját.
Károlynak ágyasai és szeretői is voltak, négy tőlük született gyermekéről tudunk:
- Arnulf;
- Drogo;
- Rorico (meghalt 976-ban), Laon püspöke 949-től haláláig;
- Alpais, Erebold castres-i gróf felesége.